# Bel Rollet
Isabel Bauzà Tomàs, coneguda pel sobrenom de Bel Rollet   (Palma, 13 d'agost de 1910 - Palma, 7 de juliol de 1973), fou una planxadora i sobretot un personatge popular de la ciutat de Palma. Era anomenada així perquè la seva família portava el forn de Can Rollet, el més antic del Terreno, a l'actual carrer de Joan Miró.
Filla de Jordi Bauzà Prats, natural d'El Terreno, i de Margalida Tomàs Barceló, natural de Palma, na Bel Rollet, o senzillament na Bel, va ser un dels personatges més populars de la ciutat de Palma en els anys de la postguerra, de manera que era coneguda per tots els palmesans i, així, gairebé tothom podia esmentar alguna anècdota viscuda amb ella en primera persona.
A causa d’una malaltia en la infància, una meningitis, la seva ment va ser, fins a la seva mort, la d'una nena. El seu aspecte la feia peculiar, pentinada amb trenes recollides en dos monyos i calçada amb sabates d’home i mitjons baixos, es movia i traslladava a tota hora pels carrers de la ciutat de Palma com si fos tota casa seva, especialment en la zona del Passeig del Born, la Rambla, la Plaça de Cort... Amb plena llibertat –i també desvergonyiment– parlava amb els vianants com si els conegués a tots, pujava i baixava del tramvia en marxa i dels autobusos sense pagar, entrava i sortia del cinema o de les sessions musicals del Teatre Líric, sempre de franc, o s'acostava als bars a beure dels vasos dels clients quan tenia set. I també podia contestar iradament si se la increpava.
Va morir als 62 anys a l'hospital de Son Dureta, després d’haver estat atropellada per un cotxe uns dies abans, quan travessava l'autovia de l'aeroport davant de la Seu. Coneguda de tothom, el Diario de Mallorca va poder titular breument: «Na Bel ha mort».